# 極道の妻たち 地獄の道づれ
『極道の妻たち 地獄の道づれ』（ごくどうのおんなたち じごくのみちづれ）は、2001年公開の日本映画。監督は、関本郁夫。主演は、高島礼子。通称『極妻（ごくつま）』シリーズの第14作目。高島版としては第4作目。本作では、大阪府を舞台に全国のヤクザ組織統一の話に巻き込まれた母体組織の加入を巡る、傘下組織の対立や駆け引きが描かれている。
キャッチコピーは、「女いのち、殺(と)れるもんなら殺(と)ってみい！」。

## あらすじ
ある年の冬、大阪の大組織の山背組は三代目組長亡き後、傘下の掛川組組長（宅麻伸）は妻・律子（高島礼子）の支えを受けて組長代行として母体運営をしていた。関西にある組織の会合に参加した掛川は会を仕切る坂岩延人（石橋蓮司）たちから全国ヤクザ組織の統一連合(以下、連合)結成の話を聞くが、加入を断ったことで彼らと溝ができる。一方、掛川の組運営に不満を持つ山背組傘下の千田組組長（草刈正雄）も連合の話を耳にし、兄貴分の池内（寺泉憲）を関東の大物ヤクザ・茂田光機（中尾彬）に会わせるが連合加入を断られたため池内を射殺してしまう。
池内の妻・美智留（雛形あきこ）は夫に捨てられたと夜の街で憂さ晴らしをしていたところ律子が現れ、3日前から夫が音信不通であることを伝える。その直後2人は、千田と妻・槙子（とよた真帆）が京都方面から雪の積もった車で戻ってくるところを偶然目撃する。数日後、福井の越前海岸で池内の遺体が発見され拳銃自殺とされたが、美智留は千田の犯行を疑っていた。その頃、千田は山背組を連合加入させたい茂田（中尾彬）・坂岩（石橋蓮司）から対策を命じられ、悪徳刑事と共に恐喝容疑をでっち上げて掛川を逮捕させる。
組員妻の集まりで美智留は槙子に先日の行き先を詰問するが、「滋賀の山奥でゴルフをした千田を迎えに行っただけ」と告げられる。美智留は証言を信じず山背組の跡目を巡る殺人と考えるが、律子はこの事件にはもっと根深いものが関係していると疑う。千田夫妻は、山背組の連合加盟と四代目襲名という目的のため茂田・坂岩の協力を得て根回しを進め掛川の裁判を理由に幹部会を除名させることを企む。
律子は美智留や知人の調べにより、千田夫妻が山背組跡目を狙って悪事をはたらきその裏にいた茂田、坂岩の存在を知る。事前に掛川の除名話を耳にした律子は、夫の面会に訪れて組長の名代を継ぐ許しを得て後日山背組最高幹部会に出席する。律子は同席した先代組長妻を味方につけて千田の反対を押切り、山背組組長代行になることを認められる。この動きに茂田・坂岩は苛立ちを隠せず組長代行の律子に強引に連合加盟させようとするが断られ、その報復措置として掛川の実弟を射殺する。
責任を感じた律子は、組員を使って恐喝事件が狂言だった証拠を見つけて掛川の無実を証明し、面会した夫に山背組の将来を託す。組長としての素質を疑問視された千田は茂田・坂岩に見限られ、槙子も夫に愛想を尽かして茂田に乗り換える。後日関西と関東の連合結成を祝う会が開かれ、茂田・坂岩たち大勢のヤクザが集まる中、美智留を連れた律子が現れ組長代行としてけじめをつけるのだった。

## キャスト
掛川律子
演 - 高島礼子
山背組傘下の掛川組の姐さん。基本的に冷静に物事を考え、軽はずみな行動は取らない性格で誠実で面倒見が良く、妻たちがケンカした時も両者の意見を聞くなどしている。組長になることにあまりガツガツしない夫の考えを尊重している。亮平と結婚する前は、大阪の北新地でホステスをしていた。掛川が逮捕されたことで内部に裏切った人物がいると疑い、美智留や熊谷たちに協力を得ながら調べ始める。

### 律子と特に親しい人たち
掛川亮平
演 - 宅麻伸（友情出演）
律子の夫で山背組若頭兼組長代行。山背組傘下の掛川組組長。山背組全体で5,000人の組員がおり、掛川組としては約300人の組員を抱える。組員からは、ヤクザにしては誠実で筋の通った人格を評価されている。これまで他の組を頼らず自分たちの力だけで組を維持しており、組の会社の金回りも順調な状態。逮捕後は律子との面会を通じて組の状況などを聞いたり妻に指示を出すようになる。
池内美智留
演 - 雛形あきこ
池内の妻。夫より二回り近く年下。夫や組の将来のことを真剣に考えているが、短気で喧嘩っ早い性格。槙子とはお互いに将来の山背組組長を狙う夫を持つ妻同士としてライバル視している。池内の死に千田が関わっていることを疑い、彼や槙子のことを調べ始める。
柿田リュウ
演 - 江波杏子
山背組の先代である三代目霊代(組長の妻)。現在山背組には組長がいない状態だが周りから“本家の姐さん”と呼ばれ、威厳がありながらも組員妻たちから慕われている。夫亡き後は、趣味の茶道を楽しんだり時々山背組の妻たちの寄合いを開くなど悠々自適に過ごしている。貧しかった結婚当初に夫からもらった安い指輪を現在でも大事にしている。その後開かれた山背組最高幹部会に現れる。
熊谷忠夫
演 - 西岡徳馬
元刑事。以前から律子や掛川に小遣いをせびりに来ており、掛川からは“ダニくま”と少々嫌われているが、彼女からは“熊さん”と慕われている。右頬に大きな切り傷がある。現在は刑事の経験を生かして律子たちに頼まれて色々と独自に調査している。飲んだくれを自認しており、いつも洋酒の入ったスキットルを携帯している。

### 千田とその関係者
千田勝紀（せんだ）
演 - 草刈正雄
山背組幹部で、傘下の千田組組長。密かに関東のヤクザ組織と繋がりを持っており、冒頭で池内を茂田に引き合わせる。比較的冷静な性格だが、時に激しい感情を露わにすることがある。坂岩や茂田の連合結成に賛同し、山背組を加入させるために積極的に動き始める。過去にホステス時代の律子を、掛川と取り合ったことがある。
千田槙子
演 - とよた真帆
一見淑やかで上品に振る舞っているが、抜け目ない性格で上昇志向がかなり強い。一匹狼タイプで、山背組組員妻の集まりには参加しているが他の妻たちと少々反りが合わないところがある。子供の頃町工場を経営する親が借金苦で自殺した影響で、裕福になることを強く望んでいる。過去に約2年間じょうとく信用金庫で鬼怒田の秘書兼愛人をしていたことがある。趣味は茶道とクレー射撃。
茂田光機（しげた）
演 - 中尾彬
関東のヤクザ組織・関東 柴山会理事長。全国のヤクザ組織の統一連合を結成するため、関西まで訪れて坂岩たちに協力を求める。心の中では千田には組長として少々頼りなさを感じており、彼より槙子の方にヤクザ社会で生き残る素質を感じている。その後鬼怒田を脅して経済面で協力するようはたらきかける。
坂岩延人（のぶと）
演 - 石橋蓮司
尼崎市のヤクザ組織の組長。関西のヤクザ組織の代表のような人物で、組長の会合を取り仕切る。茂田たちと手を組み、連合結成を目論む。連合結成を拒否する掛川や山背組のことを快く思っていない。大阪にある山背組のシマを密かに狙っている。千田を気に入っており、山背組を連合に加入できれば大阪で天下が取れると後押しする。

### 山背組の主なヤクザ
掛川武雄
演 - 尾美としのり
山背組組員。掛川の実弟で、組員の中でも彼から特に信頼されている。掛川組幹部で会社の運営を任されており、現在の組事務所の経営状態は良く1円の借金もない状態。その後山背組の連合加盟を上手く進めるために坂岩と茂田が雇った殺し屋を殺しに向かう。
こにし
演 - 柴田耕作
山背組組員。掛川中堅組員で会社の経理係。掛川が信用金庫から5億円もの無担保融資を受けた契約書が組の金庫にあることを知らなかったと証言するが、直後に行方をくらます。
池内
演 - 寺泉憲
山背組の幹部で、傘下の池内組組長。千田の兄貴分。掛川から「極道としての器量は一級で次期組長になるべき男」と評されている。冒頭で千田に連れられて茂田を紹介されるが、関東のヤクザと手を組むことに反発して銃を取り出したため射殺される。
早崎邦男
演 - 石倉三郎
山背組幹部で傘下の早崎一家の組長。山背組の中では少々手荒い考え方の持ち主。後日「掛川が億単位の無担保融資をするよう恐喝した」という話を信じられないため、鬼怒田の職場に乗り込む。
三崎亀蔵
演 - 北村和夫
山背組相談役で重鎮。掛川や千田たちにとって叔父貴分にあたる。約50年間ヤクザとして生きてきたため山背組の幹部の中でも一目置かれた存在。冒頭の恐喝事件の加害者に仕立て上げられた掛川に助言する。

### その他の人たち
掛川真弓
演 - 森下涼子
武雄の妻。武雄から、入院患者を装う掛川の身の回りの世話を任される。妊娠中で出産後は4LDKのマンションを購入することを望んでいる。後日武雄と遊園地でデートするが、夫のいつもと違う言動に違和感を感じる。
源田巌
演 - 六平直政
港南警察署の主任刑事。熊谷の元同僚。冒頭で掛川の脅迫容疑で山背組にガサ入れを行い捜査の指揮を執る。以前から裏で関西のヤクザたちと繋がっており彼らに便宜を図る見返りに金銭などを受け取っている。
鬼怒田勇（きぬた）
演 - 清水紘治
大阪にある“じょうとく信用金庫”の副理事長。掛川とは顔見知りだったが、冒頭で「掛川から脅迫されて5億円融資させられた」と警察に訴える。心の中で千田のことを「はなたれ小僧」呼ばわりして見下している。その後槙子に過去の悪事をネタに利用される。
警察官
演 - 竹中直人（カメオ出演）
ある時自身が警察署入口で待機していたところ、怪我をした男性を見つけて駆け寄る。
朋子
演 - 中本奈奈
その他
演 - 鮎川哲治、荒木優騎、伊藤滋記、小川信介、賀川黒之助、國本鐘建、塚本耕司、蟷螂襲、南雲勇助、西村泰輔、葉山俊治、本多真、矢川純一郎、山本竜二、横田栄司、久保内亜紀、小出華津、森下桂子

## スタッフ
- 監督 - 関本郁夫
- 製作 - 日下部五朗
- 企画 - 石井徹
- プロデューサー - 亀岡正人、小柳憲子
- 原作 - 家田荘子（文藝春秋刊）
- 脚本 - 高田宏治
- 撮影 - 水巻祐介
- 照明 - 沢田敏夫
- 美術 - 野尻均
- 録音 - 佐俣マイク
- 整音 - 竹本洋二
- 編集 - 荒木健夫
- 助監督 - 南光、苫米地祥宏
- 記録 - 野口多喜子
- 装置 - 増田道清
- 装飾 - 極並浩史
- 背景 - 西村三郎
- 衣裳 - 古賀博隆
- 美粧 - 中村清和
- 結髪 - 今西恵美子
- 音響効果 - 和田秀明、荒木祥貴
- 進行 - 小山寛史
- 擬斗 - 土井淳之祐
- スタイリスト - 今村文子（高島礼子担当）、西ゆり子（とよた真帆担当）、斎藤真喜子（雛型あきこ担当）　冨田伸明（江波杏子担当）
- ヘアメイク - 曽我和彦（高島礼子担当）、大野真二郎（とよた真帆担当）
- 方言指導 - 森畑結美子、小川悦子
- 火薬効果 - BIG SHOT
- 劇用車 - 小野順一
- 演技事務 - 西嶋勇倫
- スチール - 渡邉俊夫
- 音楽 - 大島ミチル
- 音楽プロデューサー - 津島玄一
- 指揮 - コンスタンチン・D・クリメッツ[注 3]
- 演奏 - モスクワ・インターナショナル・シンフォニック・オーケストラ
- 音楽製作 - 東映音楽出版
- エンディングテーマプロデューサー - 長田栄二
- 進行主任 - 野口忠志
- 製作協力 - 東映京都撮影所
- 製作会社 - 東映ビデオ、高田事務所（製作協力　東映京都撮影所）

## エンディングテーマ
- エンディングテーマ「運命-さだめ-」歌：宇多川都

作詞：石坂よしゆき、作曲：伍伯昌、編曲：杉山正明